# 阿尔韦托·努涅斯·费霍
阿尔韦托·努涅斯·费霍（西班牙語：Alberto Núñez Feijóo；西班牙語發音：[alˈβeɾto ˈnuɲeθ fejˈxo]；加利西亞語發音：[aːlˈβeɾtʊ ˈnuɲeθ fejˈʃoʊ]；1961年9月10日—）是一位西班牙人民党政治人物，现任西班牙反对党领袖、人民党主席、参议员。2009年至2022年，他曾担任加利西亚自治区政府主席。
努涅斯·费霍曾担任加利西亚农业和卫生部秘书长，之后在国家卫生部担任同一职务，并担任了三年国家邮电公司主席。正式加入加利西亚人民党后，他于2005年进入加利西亚议会，并于次年1月接替曼努埃尔·弗拉加担任党主席。在2009年的加利西亚地区选举中，加利西亚人民党赢得多数席位，努涅斯·费霍当选自治区政府主席。
努涅斯·费霍于2012年、2016年和2020年连任加利西亚自治区政府主席。2022年，他接替巴勃羅·卡薩多，当选人民党主席。他随即辞去地区议会和政府主席的职务，并作为加利西亚议会指定的参议员之一被任命为参议员。他被媒体描述为温和派。